# Analyse visuelle
 (mai 2011).
L'analyse visuelle (ou perception visuelle) est un processus englobant l'ensemble des multiples interactions sensorielles impliquées dans la vision, notamment les fonctions visuo-réceptives et visuo-cognitives. 
En ergothérapie, la vision est considérée par plusieurs comme le sens étant le plus important et comme ayant le plus d’influence (Bouska, Kauffman et Marcus) sur la capacité de comprendre l’environnement externe au corps.
Dans le domaine des statistiques descriptives, l'analyse visuelle passe principalement par des tableaux, des graphiques, des schémas. Un précurseur des outils graphiques pour l'analyse visuelle est Stephen Few. Son travail consiste à valoriser l'information à travers des outils et des techniques visuels de l'informatique décisionnelle (Business Intelligence). La pionnière de la présentation visuelle de l'information est Florence Nightingale qui a créé un diagramme circulaire, appelé "Coxcomb".

## Définition
Schneck   décrit d’ailleurs l’analyse de l’information visuelle comme la capacité d’extraire et d’organiser des informations émanant de l’environnement visuel (fonctions réceptivo-visuelles) ainsi que la capacité de les intégrer à d’autres informations sensorielles et à des expériences antérieures (fonctions visuo-cognitives). 
Les travaux de Colleen M. Schneck, ergothérapeute et auteure importante dans le domaine, présentent une conception de l’analyse visuelle selon les fonctions mentionnées précédemment alors que d’autres auteurs tels que Mitchell Scheiman utilisent davantage une terminologie basée sur les tests standardisés évaluant la perception visuelle (TVPS – Test of Visual Perceptual Skills) et se concentrent sur les habiletés qui permettent de discerner les caractéristiques de base du stimulus visuel.
L’intégrité des structures anatomiques et des fonctions visuo-réceptives (acuité, accommodation, fusion binoculaire, convergence, stéréopsie, champ visuel et habiletés oculomotrices : fixation, saccade, poursuite) est évidemment préalable pour l’intégration de l’information visuelle. Ces premières fonctions permettent de décoder les caractéristiques de base (forme, couleur, mouvement) de la scène visuelle. Toutefois, elles ne sont souvent pas adressées en ergothérapie. Les fonctions visuo-cognitives, quant à elles, incluent l’attention visuelle, la mémoire visuelle, la discrimination visuelle (perception de la forme : constance, fermeture et figure-fond et perception spatiale : position dans l’espace, relations spatiales, profondeur et orientation topographique) ainsi que l’imagerie visuelle. Elles permettent de recomposer l’image à partir de ses différentes propriétés (taille, format, orientation, contraste, épaisseur) .

## Développement
Le développement des différentes composantes de l’analyse visuelle s’étend de la période de gestation (24e semaine) pour les fonctions visuo-réceptives jusqu’à l’adolescence pour certaines fonctions visuo-cognitives . Même si le processus d’analyse visuelle est présent chez les enfants en très bas âge, ces derniers ne sont pas nécessairement en mesure d’utiliser leurs habiletés perceptivo-visuelles de manière efficace. De fait, la comparaison des caractéristiques de ce qui est perçu et la recherche en mémoire de modèles de façon systématique s’acquièrent tout au long du développement de l’enfant d’âge préscolaire, scolaire et jusqu’à l’adolescence par le biais des interactions avec son environnement et par ses apprentissages. 

## Dysfonctions
Les dysfonctions associées à l’ensemble des habiletés d’analyse visuelle sont nombreuses et sont présentes autant pour les fonctions visuo-réceptives que les fonctions visuo-cognitives. L’impact des déficits associés à l’analyse visuelle se présente, notamment, dans les aspects suivants : l’intégration visuo-motrice, les capacités d’apprentissage, l’écriture, la lecture, les activités de la vie quotidienne, etc. Malgré l’émergence des pratiques dans ce domaine depuis les dernières années, l’approche d’intervention autour de l’analyse visuelle reste encore peu connue et le dépistage des difficultés au niveau des différentes habiletés n’est souvent pas entrepris par les thérapeutes.